# 桃井あん
桃井 あん（ももい　あん）は少女小説家。
2004年、「無限のマリオン」で集英社コバルト文庫のノベル大賞佳作を受賞しデビュー。

## 作品一覧
歌姫-ロジエル-シリーズ
- 歌姫-ロジエル-　禁じられた歌　ISBN 4-08-600606-5
- 歌姫-ロジエル-　白い花 黒い花　ISBN 4-08-600645-6
- 歌姫-ロジエル-　虹色の楽譜　ISBN 4-08-600700-2
- 歌姫-ロジエル-　木洩れ日の夢　ISBN 4-08-600754-1
- 歌姫 -ロジエル- 光と闇の指輪　ISBN 4-08-600857-2

ロイデン・ロータス・オラトリオシリーズ
- 女神の恋人-ロイデン・ロータス・オラトリオ　ISBN 4-08-600893-9
- 薔薇の国の王子-ロイデン・ロータス・オラトリオ　ISBN 4-08-601018-6
- いばら姫革命-ロイデン・ロータス・オラトリオ　ISBN 4-08-601083-6